# Iseropus coelebs
Iseropus coelebs är en stekelart som först beskrevs av Walsh 1873.  Iseropus coelebs ingår i släktet Iseropus och familjen brokparasitsteklar. Inga underarter finns listade i Catalogue of Life.